# Web Security Guard
Web Security Guard est un logiciel gratuit de sécurité développé par la firme Crawler LLC basée à Boca Raton aux États-Unis.
Il prend la forme d'un plugin ou extension pour navigateur web (Mozilla Firefox, Google Chrome...) qui renseigne l'utilisateur sur la réputation des sites Web avant que celui-ci n'y accède.

## Fonctionnalité
Web Security Guard présente le risque que le site fait encourir à l'internaute en matière d'hameçonnage, de scam et de spam. Web Security Guard indique également la présence de maliciels.